# Allium platyspathum
Allium platyspathum är en amaryllisväxtart som beskrevs av Alexander Gustav von Schrenk. Allium platyspathum ingår i släktet lökar, och familjen amaryllisväxter.

## Underarter
Arten delas in i följande underarter:
- A. p. amblyophyllum
- A. p. platyspathum